# 네우시뉴 바프치스타
네우송 바프티스타 주니오르(포르투갈어: Nélson Baptista Júnior, 1950년 7월 22일 ~ )는 네우시뉴 바프티스타로 불리는 브라질 출신의 축구 감독으로 일본 J리그와 브라질에서 많을 활약을 하였다. 특히 가시와 레이솔을 이끌고 2부에서 승격하여 바로 우승으로 이끌었다.